# Dicranum leioneuron
Dicranum leioneuron là một loài Rêu trong họ Dicranaceae. Loài này được Kindb. mô tả khoa học đầu tiên năm 1889.